# Christoph Barthold Scharf
Christoph Barthold Scharf (* 7. Dezember 1725 in Wölpe; † 4. Dezember 1803 in Osterholz) war ein deutscher Verwaltungsjurist und landeskundlicher Autor.

## Leben
Christoph Scharf war ein Sohn des Amtsschreibers Joachim Sigismund Scharf und Bruder des Verdener Oberamtmanns David Scharf. Er studierte ab 1745 in Jena, 1748 in Göttingen, wo er ordentliches Mitglied der Deutschen Gesellschaft war. 1749 veröffentlichte er eine juristische Dissertation über „Geldstrafen für Unzuchtsdelikte auch Send- oder Hurenbrüche“ genannt, dargestellt „nach dem braunschweig-lüneburgischen Recht“. Die Promotion zum Dr. iur. war damit nach damaligem Gebrauch jedoch nicht verbunden. Scharf war zunächst als Anwalt tätig, vielleicht zunächst in Nienburg. Eine 1755 veröffentlichte Arbeit über Rauchhühner erschien mit Verlagsort Wustrow. 1759 war er Amtsschreiber des Amts Lüne. 1766 wurde er Amtmann des Amts Dannenberg und war ab 1771 zugleich mit der Stellung des Amtsschreibers beauftragt. 1779 wurde er Amtmann, 1801 Oberamtmann in Osterholz bei Bremen.
Seit 1794 war Scharf Eigentümer des Guts Fergersberg in Ritterhude und damit Kompatron der Kirche zu Ritterhude.

## Werke
- Vollständiger Unterricht für einen Rechtsbeflissenen etc. Celle 1752
- Der Kirchen-Staat des Churfürstenthums Braunschweig-Lüneburg und dazugehöriger Herzogthümer und Grafschaften nach seinen Inspectionen und Einpfarrungen... Hannover 1776
- Der politische Staat des Churfürstenthums Braunschweig-Lüneburg samt dazu gehöriger Herzogthümern, und Grafschaften in welchen dessen Staedte, Flecken, Dörfer, Adeliche Güther, und einzelne Höfe nach ihren Gerichts-Obrigkeiten und Einpfarrungen aus Privat Nachrichten zusammengetragen und in Alphabetischer Ordnung entworfen. Lauenburg 1777
- Statistisch-Topographische Samlungen zur genaueren Kentnis aller das Churfürstenthum Braunschweig ausmachenden Provinzen als die zwote Auflage von dem Politischen Staate. Bremen 1791